# Josep Jaume i Boixader
Josep Jaume i Boixader, Joseph Jaume  (Perpinyà, 2 de juliol del 1731 - Perpinyà, 14 de desembre del 1809) va ser un jurisconsult i professor universitari rossellonès que deixà una nodrida producció escrita.

## Biografia
Fou fill del notari reial Miquel Jaume (1699-14.12.1768) i de Caterina Boxader, o Boixader, i descendia d'una família que havia donat un gran nombre de religiosos; dos dels seus oncles, Joan i Antoni Jaume, van ser canonges de Nostra Senyora de la Real de Perpinyà. Tingué tres germans, dues noies: Maria Angèlica
 i Caterina (nascuda pels voltants del 1730, i casada amb un doctor en medicina); i un noi, Sauveur Jaume  Començà a estudiar als vuit anys amb preceptors particulars, un dels quals fou Jean-Pierre Campagne, professor de la universitat de Perpinyà, i que amb el temps esdevindria cunyat seu. A partir del 1750 continuà la formació al col·legi dels jesuïtes de Perpinyà, per acabar entrant a la universitat rossellonesa a estudiar-hi dret, cosa que feu sota el mestratge de Francesc de Fossà. Jaume i Antoni de Fossà (germà de Francesc de Fossà) estudiaren plegats, es titularen batxillers en dret el mateix dia, el 5 de maig del 1752, i igualment acabaren  doctorant-se alhora, el 19 de febrer del 1754. Aquell mateix any, i ja titulat, Josep Jaume es dedicà a l'advocacia, cosa que començà fent amb Antoni Coma, el degà dels professors de la universitat i, en morir aquest, amb el també professor de dret Josep Tastu (rector de la universitat l'any 1759). En l'exercici de la professió tingué un gran nombre de clients il·lustres, com el Consell Sobirà del Rosselló i els seus presidents, o el bisbe de la diòcesi, de qui en fou també conseller. Durant un temps gestionà el despatx de notari del seu pare, que el 1768 traspassà al seu germà Sauveur Jaume, i entre maig i juliol del 1757 exercí de jutge episcopal per als llocs pertanyents a la col·legiata de Santa Maria d'Espirà de l'Aglí (des del 1691, el senyoriu pertanyia al bisbat). El 1752 havia estat nomenat co-director (un de trenta, un títol semblant al de patró d'una fundació) de l'orfenat de la Mare de Déu de la Misericòrdia, i a partir del 1766 tingué el mateix títol per a l'hospital de pobres de la institució.
El 1757 es presentà a les oposicions per una càtedra de dret de la universitat que obtingué meritòriament amb la categoria de viceprofessor, malgrat les pressions contràries de persones influents, com el president del Consell Sobirà Francesc de Copons. Ocupà la càtedra de dret civil del 1757 al 1788, i a l'any 1770 fou elegit rector de la universitat, per a l'estatutari mandat d'un any. El 1788 obtingué la càtedra de dret francès, vacant per la mort de Josep Balanda Sicart, i la retingué fins al 1792, quan els nous governants eixits de la Revolució, per lleis del 22 de març i 15 d'abril del 1791 exigiren un jurament cívic (i laicitzant) que es negà a prestar, cosa que el portà a dimitir del magisteri universitari. A partir d'aleshores, es dedicà a l'exercici privat de l'advocacia i a la confecció de diverses obres, majoritàriament de tema legal.
Josep Jaume té un carrer dedicat a Perpinyà.

## Producció literària
L'activitat bibliogràfica de Josep Jaume va ser força important. De temàtica legal, es ressenya que, amb finalitats pedagògiques, compongué un estudi de les Institutes de Justinià, en dos volums, i redactà cinc altres volums sobre temes d'una matèria força complexa, el dret successori -l'acreixement, la llei Falcídia, la part trebel·liànica, les substitucions directes, les donacions i les successions abintestades en la regulació de les Novellae- Posteriorment, i com a suport a les seves classes, va escriure un tractat sobre casos prebostals i presidials (dues instàncies jurídiques de l'Antic Règim); un altre sobre el reconeixement i la verificació de les escriptures privades i de la prova "contre et outre" (vàlida) en relació amb el contingut de les actes públiques i privades; un tercer referent a les successions legítimes regulars i irregulars; una explicació sobre l'ordenança del 1667 sobre els assumptes civils; i un estudi sobre les segones núpcies (1790), en oposició a la futura llei de divorci a França.
A Jaume se li atribueix una nova versió (1799-1800) de la Tragedia rossellonesa dels màrtyrs sants Cosma y Damià, que s'havia estrenat el 1785 en el context de les activitats de l'anomenat grup de Tuïr, un conjunt de dramaturgs  que a la dècada de 1780 representaren diverses obres de teatre en benefici de l'església de Tuïr.
Un cop desvinculat de l'ensenyament, la seva ploma treballà en camps variats. A tall d'exemple, serveixin el Recueil d'arrêts du Conseil Souverain (15 volums manuscrits, que recullen especialment la jurisprudència del Consell Sobirà, però també anècdotes i fets històrics diversos); unes Memòries (obra cabdal per al coneixement de la societat rossellonesa del període 1737-1807); i una miscel·lània de literatura popular, recollida d'altres o d'elaboració pròpia, en català i en francès. Aquest darrer manuscrit conté una majoria de peces obra pròpia de Josep Jaume, comprenent goigs i nadales fets a la manera tradicional, traduccions pròpies de textos del Missal Romà, i on recull els Goigs del gloriós apostol de les Índies, Sant Francisco-Xavier. Del mateix sant transcriu l'himne O Deus! ego amo, en llatí, i el sonet A Cristo crucificado -que considera una traducció castellana de l'original llatí- amb la traducció al francès d'aquest darrer. Investigacions posteriors, però, han considerat que el text castellà fou previ al llatí, i que ambdós serien obra d'un altre sant, Ignasi de Loiola.
A banda de la producció pròpia, Jaume també traduí o anotà i publicà obres d'altres autors, com l'obra de Josep Bosc  Règles pour connaître la valeur des vieilles espèces de monnaie, que enriquí amb comentaris i acotacions.

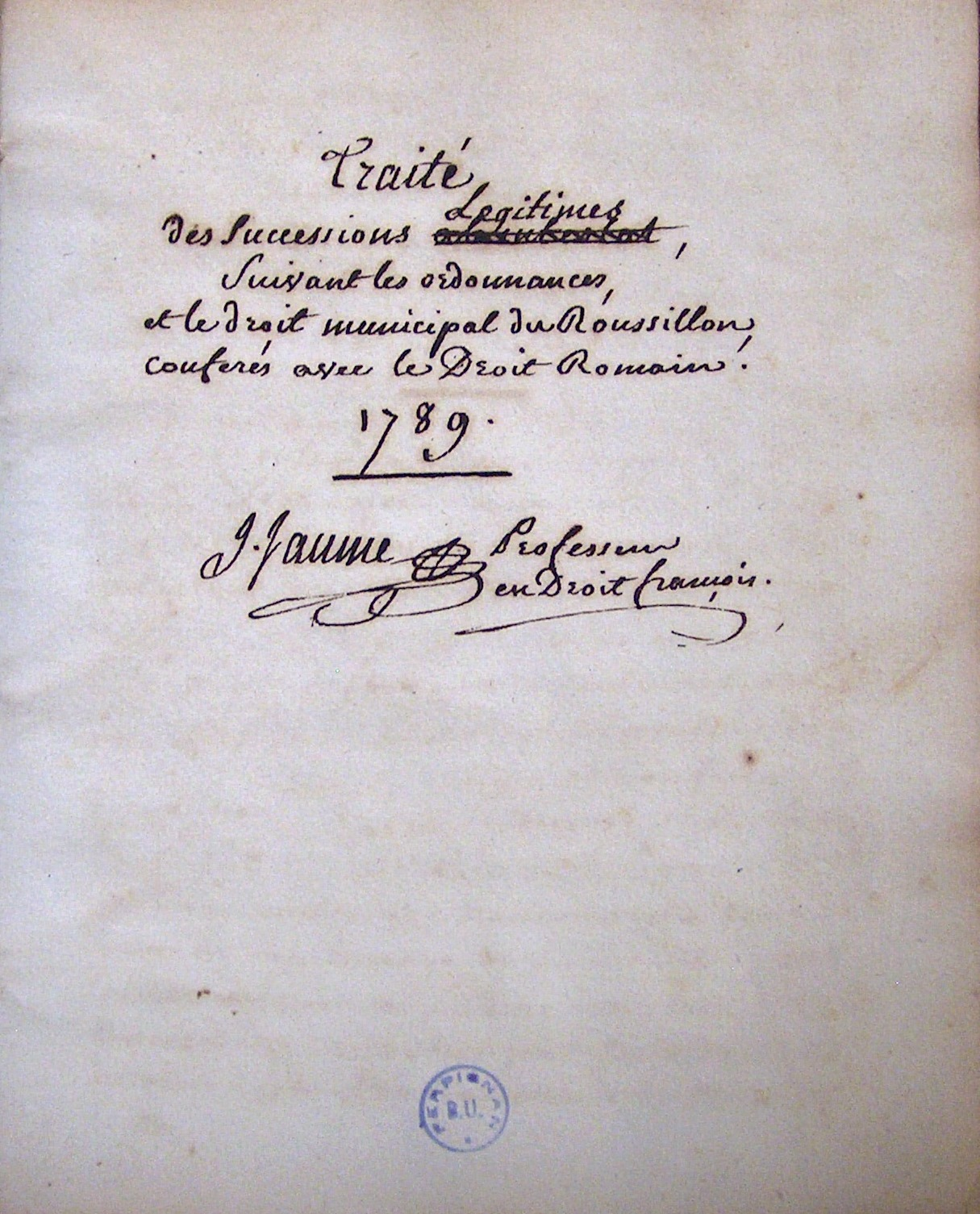
Traité de successions, manuscrit (1789)

### Obres datades i/o localitzades
L'extensa producció escrita de Josep Jaume ha restat, en la seva major part, inèdita, i dispersa en diverses col·leccions. Una part es conserva a l'Arxiu Departamental dels Pirineus Orientals (ADPO), però llibres de Josep Jaume també han anat a raure a la Universitat de Perpinyà Via Domitia via l'herència Lafabrègue i, encara, una part dels seus documents roman a biblioteques com les municipals de Perpinyà, Tolosa de Llenguadoc o Narbona.
- Scholia ad conclusiones ex variis Digestorum et Codicis titulis depromptas... a me jurium baccalaurio confecta anno 1752 pro publicis elucubrationibus a me sustinendis. Manuscrit ADPO, (1752).
- Juris apices, (1753). i  De apicibus juris, (1753)., dos volums manuscrits de jurisprudència comentada que serviren de base per a la preparació de la tesi doctoral[7]
- Edició conjunta de les tesis doctorals d'Antoni de Fossà i de Josep Jaume, impresa a Perpinyà el 1753 (en un llibret de 19 pàgines en quart dedicat a Antoine Voyer d'Argenson, marquès de Palmy i ministre de la guerra). Es conserva a l'Arxiu Departamental dels Pirineus Orientals.[22]
- Commentaria ad libros quatuor Institutionum D. Justiniani, sacratissimi principis. Manuscrit de la mediateca municipal de Perpinyà, (1764).
- Petit traité ou exposition abrégée des Renonciations aux bénéfices et privilèges de droit, qui peuvent ou ne peuvent pas être faites dans les contrats, (1768).
- Defense des pauvres de l'hôpital général de Notre-Dame de Miséricorde de Perpignan, appelans contre la communauté des prêtres bénéficiers de l'église majeure de Saint-Jean-Baptiste de la même ville, intimée, (ca 1768).[Enllaç no actiu]
- Tractatus Academico-forensis, de Jure accrescendi. Manuscrit
- Traité des Successions Legitimes, suivant les ordonnances et le droit municipal du Roussillon, conferés avet le Droit Romain. Manuscrit a la Biblioteca de la universitat de Perpinyà, (1789). Arxivat 2016-04-08 a Wayback Machine.
- Matières civiles. Manuscrit de l'ADPO.
- Manuscrit de matières ecclésiastiques et bénéficiales. Manuscrit de l'ADPO.
- Traité des secondes noces, suivant les lois civiles et les lois de l'Eglise et suivant l'édit des secondes noces, fait par le roi de France François II, au mois de juillet 1560, qui rendit communes à tout le royaume les peines que les lois romaines avaient établies contre les secondes noces contractées même après l'an, (1791). (N'hi ha una edició crítica d'Albert Lourde (2004)
- Calendrier inventé par la République française, qui a commencé le 22 7bre 1792. Réflexions sur ce calendrier républicain. Manuscrit conservat a la mediateca de la Gran Narbona, (1794).
- Recueil de noël, hymnes, proses, et goigs et éloges en français, en catalan et en patois. Manuscrit 929 de la biblioteca de Tolosa de Llenguadoc.
- Nova versió (1799-1800) de la  Tragedia rossellonesa dels màrtyrs sants Cosma y Damià, en cinq actes.  Thuir: Guillem Agel, estamper y llibreter, 1797.[Enllaç no actiu][15]
- Epitome ou abrégé de la vie de Jésus-Christ extrait des quatre Évangélistes, explication de sa Passion, son dernier avénement. Manuscrit conservat a la mediateca de Narbona.
- Recueil d'arrêts du Conseil Souverain du Roussillon. Manuscrit de la mediateca municipal de Perpinyà, (1806). en 10 volums [Microfilm del manuscrit original, dipositat a la Mediathèque Ville de Perpignan, ref.: 3GP, nº 65-MS 38][23]
  -  Recueil d'arrêts du Conseil souverain de Roussillon. Répertoire alphabétique suivant l'ordre des matières. — Deux volumes. Manuscrit de la mediateca municipal de Perpinyà.
  -  Recueil de decisions et arets rendus par la cour du Conseil souverain de Rousillon en differens tems avec les motifs et les authorites sur lesquels ils on ete rendus servant a constater ses usages et sa jurisprudence. Manuscrit de la mediateca municipal de Perpinyà, ref.: 3GP, nº 68-MS 39.[23]
  -  Recueil des décisions du Conseil souverain de Roussillon depuis 1660, avec les motifs servant à établir la jurisprudence de la ditte Cour par ordre alphabétique, à l'usage de M. Joseph Jaume, avocat en laditte Cour. Manuscrit de la mediateca municipal de Perpinyà.
- Faits historiques de la famille Jaume et Franc de laquelle je suis né; et faits particuliers de ma vie depuis ma naissance, qui fut le 2 juillet1731, jusqu'à l'an 1808.
  - Jaume, Joseph; Torreilles, Philippe (notes i introducció). Mémoires de M. Jaume, avocat au conseil souverain, professeur à l'Université de Perpignan.  Perpinyà: impr. de C. Latrobe, 1894. («exemplar digitalitzat». Arxivat de l'original el 2016-03-03. [Consulta: 23 octubre 2015].)
- «La Sécularisation de l'abbaye de Saint-Martin du Canigou». Tramontane, nº 350-351, 1952, pàg. 315-316.[Enllaç no actiu]

### Altres obres
Jean Capeille, editor de les seves Memòries, compilà una extensa llista d'obres de Jaume, que reproduí al Dictionnaire des biographies roussillonnaises en l'article que dedicà al jurisconsult perpinyanenc. Algunes de les obres que s'hi esmenten, molt sovint amb títols fàctics o genèrics, no s'han pogut datar o localitzar en col·leccions públiques:
- Tractatus academico-forensis ad legem falcidiam et senatus-consultum Trebellianum.
- Successionibus quae ab intestato deferuntur ex jure novellarum.
- Substitutionibus directis.
- Tractatus academico - forensis de donationibus.
- Traité des cas prévôtaux ou présidiaux, suivant l'ordonnance criminelle de 1670 et la déclaration du roi, du 5 février 1731.
- Traité de la Reconnaissance et vérification des écritures privées, et de la preuve contre et outre le contenu aux actes publics et privés.
- Recueil de Mémoires imprimés.
- Recueil manuscrit de matières ecclésiastiques et canoniques.
- Farrago diversorum. Miscel·lània de temes civils, eclesiàstics, canònics, beneficials i altres, en 4 volums
- Explication de l'ordonnance du mois d'avril 1667 sur les matières civiles.
- Recueil de différents traités de paix, et conventions ou accords intéressants pour la province de Roussillon.
- Droits et privilèges de la province de Roussillon et de la principauté de Catalogne, avec la liste des comtes de Roussillon et de Cerdagne.
- Stile de lettres de chancellerie pour la chancellerie établie près la cour du Conseil souverain de Roussillon, depuis l'édit de création de ce Conseil souverain donné par Louis XIV, à Saint-Jean-de-Luz, après la paix des Pyrénées, au mois de juin 1660, joints des faits historiques de ladite chancellerie et le tarif des droits de sceau.
- Le Très Saint Rosaire de la Sainte Vierge Marie.
- Les quatre dimanches de l'Advent et les trois jours des Quatre-Temps d'hiver.
- Prières des Quatre-Temps de l'année.
- Prières diverses pour le cours de l'année et surtout pour les dimanches.
- Calendrier des fêtes annuelles et solennelles et les Vies des Saints, pour tous les jours de l'année.
- Martyrologe romain des Fêtes et Saints y rapportés et d'autres Saints rapportés dans l'Histoire ecclésiastique de M. de Fleury; précédé d'une liste chronologique des papes, suivi d'un catalogue des saints rois, reines, empereurs, impératrices, princes et princesses de tous les pays catholiques, de la filiation des ancêtres de Louis XVI, roi de France et de Navarre, en remontant jusqu'à saint Arnoul, tige de la seconde et de la troisième race des rois de France; d'une chronologie de tous les rois de France, depuis et y comprise la première race; et enfin de différents rapports et ressemblances de la vie et de la mort de saint Louis, roi de France, et de sainte Elisabeth ou Isabelle, sa soeur, et du reste de sa famille, avec la vie et la mort de Louis XVI, roi de France, de la princesse Elisabeth, sa soeur, et du reste de sa famille, etc.
- Parnasse chrétien.
- Collection de psaumes en vers français.
- 36 escrits diversos de tema religiós, comprenent Octaves, Novenes, Septenaris...

### Edicions i traduccions d'obres d'altres autors
- Bosch, Joseph; Jaume, Joseph (edició i notes). Règles pour connaître la valeur des vieilles espèces de monnaie qui ont eu cours dans la province de Roussillon.  Perpinyà: imprimerie de Joseph-François Reynier, 1771.
- Carrère; Jaume, J (transcriptor). Décisions de M. de Carrère, Conseiller en la Cour de Conseil souverain de Roussillon, avec les motifs des arrêts depuis 1660 jusqu'à 1696; ce qui fait 36 ans. manuscrit de l'ADPO, (1807).
- [Masdeu, Juan Francisco de]; Jaume, J (traductor). Vie du bienheureux Joseph Oriol, docteur en théologie, prêtre bénéficier de l'église de Notre-Dame del Pino à Barcelone. 1650-1702. Manuscrit, conservat a la Bibliothèque d'Étude et du Patrimoine, de Tolosa. [nt 7]